# Bikers Against Child Abuse
Bikers Against Child Abuse (B.A.C.A.) ist eine gemeinnützige Biker-Organisation, die sich eigenen Angaben zufolge weltweit aktiv für den Kampf gegen Kindesmissbrauch einsetzt. Hierbei stehe der Schutz und die Sicherheit der Kinder im Vordergrund. B.A.C.A. hat den Anspruch, ein sichereres Umfeld für missbrauchte Kinder zu schaffen; Ziel sei es, Kindern die Kraft zu geben, ohne Angst leben zu können. B.A.C.A. gibt an, mit bestehenden lokalen und staatlichen Kinderschutzorganisationen und Behörden zusammenzuarbeiten, um Kinder vor weiterem Missbrauch zu beschützen. Anlässlich eines Strafprozesses in Mönchengladbach haben sich allerdings mehrere Organisationen (darunter der Kinderschutzbund und der „Weiße Ring“) kritisch gegenüber dem Verein geäußert; auch die Polizei hat erklärt, dass es keine Zusammenarbeit gebe.
B.A.C.A. wurde durch einen lizenzierten klinischen Sozialarbeiter, Spieltherapeut/Supervisor und Mitglied des Lehrkörpers in Teilzeit an der Brigham Young University gegründet. Den überwiegenden Teil seiner mehr als 20-jährigen Praxisarbeit hat er mit der Behandlung missbrauchter Kinder verbracht.

## Die Organisation
Die Organisationsstruktur orientiert sich an der MC-Szene. Die einzelnen Ortsgruppen (Chapter) werden von einem demokratisch gewählten Vorstand (Executive Board) geführt. Dieses besteht aus dem President, Vice President, Security Officer/Sergeant at Arms, Secretary und Treasurer.
Weltweit gibt es über 370 Chapter.
Länder, in denen B.A.C.A. aktiv ist:
- USA (United States of America)
- Australien
- Belgien
- Kanada
- Dänemark
- Deutschland
- Spanien
- Frankreich
- Griechenland
- Island
- Italien
- Niederlande
- Neuseeland
- Österreich
- Portugal
- Schweiz
- Schweden
- Großbritannien (Vereinigtes Königreich)

Mitgliedschaft
Die Mitgliedschaft ist für Volljährige möglich, die ständigen Zugang zu einem Motorrad haben. Für die Aufnahme ist die Vorlage eines erweiterten Führungszeugnisses der Belegart NE für die ehrenamtliche Arbeit mit Kindern und Jugendlichen erforderlich. Neue Mitglieder, sogenannte Supporter, müssen eine mindestens einjährige Probephase durchlaufen, in der geprüft wird, ob sie für diese Aufgabe geeignet sind. Erst dann kann ein Anwärter zum Vollmitglied ernannt werden, einen sogenannten „Fullpatch“ (volles Abzeichen) tragen und Patenschaften für Kinder übernehmen.
Man kann aber auch lediglich „Supporter“ werden, dann unterstützt man die Gruppe logistisch oder organisatorisch.
Mitglieder in B.A.C.A. kommen den Angaben des Vereins zufolge aus allen Berufsgruppen.
Feiertag
In Texas gibt es einen offiziellen Feiertag, den “B.A.C.A. Heroes Day” am 28. April.

## Ziele
Der Verein begründet die Notwendigkeit seines Einschreitens im Wesentlichen mit folgenden, allerdings unbewiesenen Thesen:
- Betroffene Kinder seien durch Polizei und Justiz nicht hinreichend geschützt; Täter nützten dies aus.
- Oft komme es gar nicht erst zu einem Verfahren, weil die Beweislage zu dünn sei, obwohl die Kinder offensichtlich missbraucht wurden.
- Viele missbrauchte Kinder erhielten keine Unterstützung für Therapien.

## Arbeitsweise
In einer Art Aufnahmeritual werden die betroffenen Kinder in die sog. B.A.C.A.-Familie aufgenommen, dafür trifft sich eine große Zahl an Mitgliedern, um dem Kind zu zeigen, wie groß die Gemeinschaft ist, die dieses Kind unterstützen kann. Es sollen Freizeit-Kontakte mit den Kindern stattfinden. Wenn gewünscht, sollen sich Mitglieder vor dem Haus des Kindes positionieren. Durch diese Maßnahmen soll den betroffenen Kindern ein Gefühl der Stärke und Sicherheit vermittelt und ihr Selbstbewusstsein unterstützt werden.

## B.A.C.A. in Deutschland
Bikers Against Child Abuse ist in Deutschland seit 2013 als gemeinnütziger eingetragener Verein unter dem Namen B.A.C.A. International Germany e. V. aktiv. In Deutschland existieren derzeit neun sogenannte Chapter, dies sind die Ortsgruppen, in denen die Biker als ehrenamtliche Helfer vor Ort agieren. Diese sitzen in Berlin, Hamburg, Bielefeld, Frankfurt, im Raum Stuttgart, im Raum Braunschweig, in der Kölner Region, im Saarland und im Raum Chemnitz. Der in Deutschland als gemeinnützig anerkannte Verein arbeitet bereits intensiv mit missbrauchten Kindern, ohne diese zu therapieren, sondern vielmehr durch physische Präsenz.
In Deutschland sind die folgenden Chapter ansässig:
- Neckar Enz Chapter (Stuttgart und Umgebung)[10]
- Rhein Main Chapter (Frankfurt und Umgebung)[11]
- Rhein Ruhr Chapter (Düsseldorf und Umgebung)[12]
- Saar Pfalz Chapter (Saarland und Umgebung)[13]
- Saxony Chapter (Chemnitz und Umgebung)[14]
- Spear Chapter (Braunschweig und Umgebung)[15]
- Spree Chapter (Berlin und Umgebung)[16]
- Teutoburg Forest Chapter (Bielefeld und Umgebung)[17]
- Waterkant Chapter (Quickborn und Umgebung)[18]

## B.A.C.A. in Österreich
Bikers Against Child Abuse ist in Österreich seit 2014 als eingetragener Verein aktiv. Derzeit gibt es zwei Chapter, die sich in den Bundesländern Salzburg und Wien befinden. Auch diese streben die Gemeinnützigkeit an. In Österreich sind folgende Chapter beheimatet.
- Salzach Valley Chapter (Salzburg)[20]
- Vindobona Chapter (Wien)[21]
- Mur Road Chapter (Steiermark) TEMP. Status

## B.A.C.A. in der Schweiz
Bikers against Child Abuse Switzerland (B.A.C.A.) Switzerland ist seit 2015 als Verein in der Schweiz eingetragen. Es gibt derzeit 2 Chapter welche sich in Basel und Zürich befinden. Der Vereinssitz ist in Graubünden und die Vereinsadresse in Domat/Ems.
- Ten Lakes Chapter (Zürich)[24]
- Rheinknie Chapter (Basel)[25]